# Phlaeobella floresana
Phlaeobella floresana är en insektsart som beskrevs av Willy Adolf Theodor Ramme 1941. Phlaeobella floresana ingår i släktet Phlaeobella och familjen gräshoppor.

## Underarter
Arten delas in i följande underarter:
- P. f. floresana
- P. f. montana